# NGC 5909
NGC 5909 est une galaxie spirale vue par la tranche et située dans la constellation de la Petite Ourse. Sa vitesse par rapport au fond diffus cosmologique est de 7 055 ± 79 km/s, ce qui correspond à une distance de Hubble de 104,1 ± 7,38 Mpc (∼340 millions d'al). NGC 5909 a été découverte par l'astronome germano-britannique William Herschel en 1797.
NGC 5909 et NGC 5912 forment une paire de galaxies.